# 羅基希爾 (新澤西州)
羅基希爾（英語：Rocky Hill）是位於美國新澤西州薩默塞特縣的自治市鎮。

## 人口
根據2020年美國人口普查的數據，羅基希爾的面積為1.59平方千米，當中陸地面積為1.58平方千米，而水域面積為0.01平方千米。當地共有人口743人，而人口密度為每平方千米467人。